# Франсуа Буше
Франсуа́ Буше́ (фр. François Boucher; 29 вересня, 1703, Париж — 30 травня, 1770, Париж) — французький художник і гравер доби рококо.

## Біографія

### Ранні роки

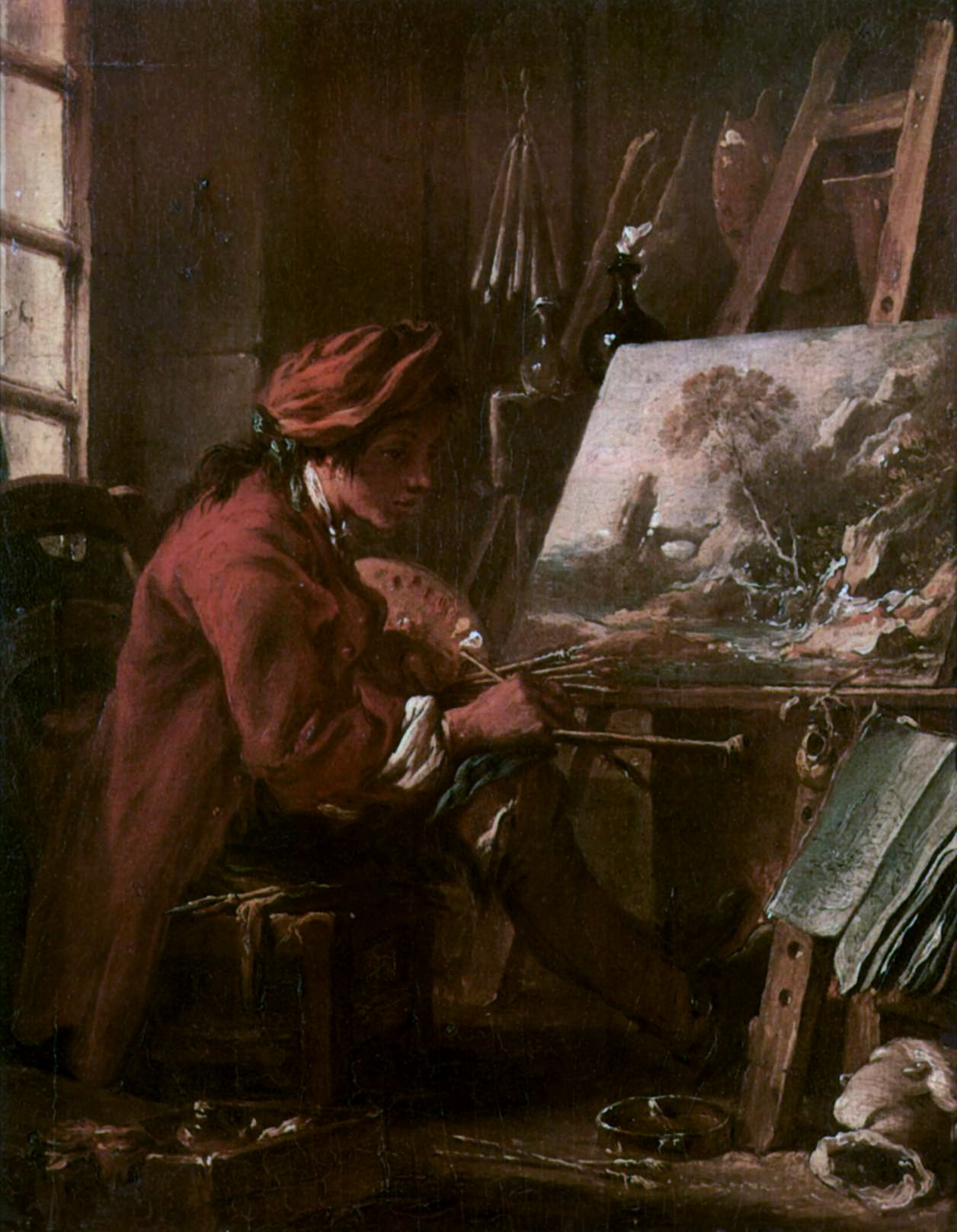
Молодий художник — ранній твір Буше. Лувр.

Походить з родини маловідомого і мало обдарованого художника по текстилю Ніколя Буше. Ескізи малюнків до мережива і тканин, що робив батько, не приносили родині коштів достатньо. Тому той ще торгував витворами ремісників і картинами маловідомих художників. Родина була незаможною.
Перші художні навички отримав від батька. Пізніше той використав свої зв'язки та пристроїв сина в учні до відомого художника Франсуа Лемуана (1688—1737). Навчання тривало у 1720—1723 рр., а вже у 1723 р. молодий Буше отримав гран-прі за картину «Звільнення Йоакима з полону царя Навуходоносора». Великий приз давав право на навчальну подорож до Рима коштом держави.

### Звернення до гравюри

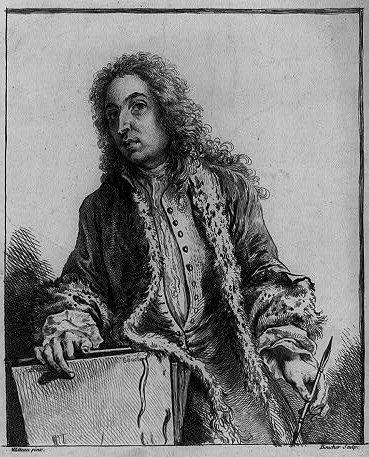
Автопортрет художника Ватто зі «Збірки Жюльєна»

Опановуючи живопис, молодий Буше звернувся також до вивчення техніки гравюри. Почав працювати в майстерні відомого графіка Ж. Ф. Кара, де робив офорти. Буше залучили до створення так званої «Збірки Жюльєна», що мала відтворити в гравюрі головні твори Антуана Ватто, в тому числі й автопортрет останнього.
Буше й надалі буде звертатися до гравюр. Він робив естампи з картин відомих художників і переводив в гравюру власні малюнки до нового на той час видання п'єс Мольєра.

### Запозичення
. Авторитетами для Буше стають Рубенс, картини деяких фламандців і голландців, наприклад, Блумарта. До авторитетів Буше належали й деякі майстри Італії — Джованні Бенедетто Кастільйоне, Джанбаттіста Тьєполо. Але він потрошку бере від усіх, не стаючи послідовником і адептом нікого.

### Чотири роки в Італії
Буше не зміг одразу дістатися Італії. Йому відмовили в наданні стипендії й він декілька років заробляв гроші на подорож туди власним коштом. В Італії він був 4 роки, вивчав твори П'єтро да Кортона, Джованні Ланфранко.
Його пейзажні твори «Краєвид у Тіволі» і «Сади вілли Фарнезе» належать до картин, створених за мотивами італійських вражень. У Римі Буше захворів на якусь гарячку і був змушений повернутися в Париж.

### Одруження
Він отримує першу хвилю популярності, невеликий фінансовий статок і приймає рішення одружитися. Його нареченою стала Марі-Жанна Бюзо, дочка відомого паризького судді. Родина не дуже схвалювала шлюб дочки з ним, але його популярність і надія на майбутні фінансові успіхи переважили. Вінчання відбулося в родинній каплиці Бюзо. Дружина була на 15 років молодша за чоловіка, але жила з ним по-міщанському тихо і довго. Вона стане натурою для деяких картин художника з еротичними сюжетами, до яких так схильні були майстри рококо.

### Адміністративна кар'єра.

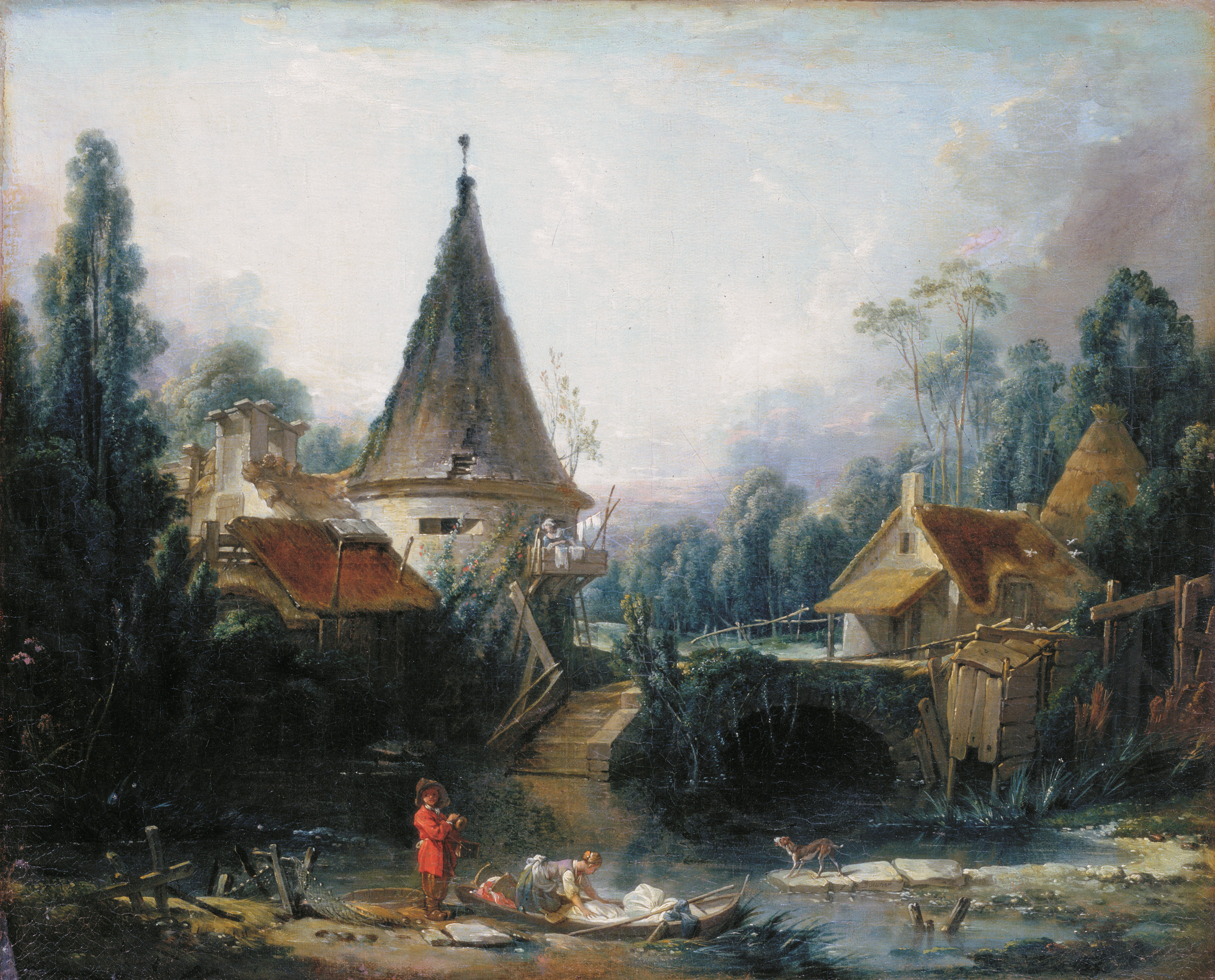
Пейзаж неподалік від палацу Бельвю.

Дуже нешвидко, але робить адміністративну кар'єру в академії.
- 1731 р. — кандидат в Королівську академію мистецтв.
- 1734 р. — член академії мистецтв.
- 1737 р. — професор академії мистецтв. Лише тепер до нього приходить визнання королівського двору і він отримує замову на декор кімнат королеви в палаці Версаль — картини «Полювання на крокодила», «Полювання на тигра», в апартаментах спадкоємця трону (картина «Венера і бог ковальства»), замовлення на декор Королівської бібліотеки в Парижі.

### Меценатка маркіза Помпадур

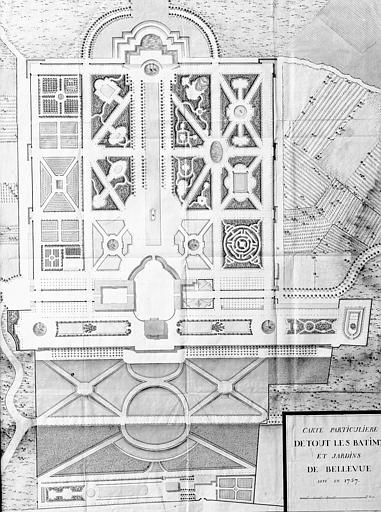
Парк і палац Бельвю біля Севра для маркізи Помпадур.

На модного майстра звертає увагу могутня маркіза Помпадур, що була реальною володаркою Франції та офіційною фавориткою короля Людовика XV. У боротьбі за увагу короля маркіза Помпадур широко використовує здібності Буше в створенні декору власних палаців, де приймає короля, в декорації театрів, де король дивиться вистави, в створенні ескізів до порцеляни на Севрській порцеляновій мануфактурі тощо. Саме Буше створить декор в новопобудованому палаці маркізи — Бельвю під Парижем.
Покровительство маркізи дало змогу Буше отримати посаду декоратора паризької Опери, де він працював у 1742—1748 роках.

### Портрети пензля Буше
Портрет — ймовірно, єдиний жанр, де Буше залишався вірним послідовником реалістичних настанов французького мистецтва. Незважаючи на стилістику рококо, художник достатньо правдиво відтворює риси портретованих осіб. Іноді, лише іноді, він наче забуває про нескінченні дрібниці одягу та інтер'єру і зосереджується на характері своїх моделей, але ненадовго і неглибоко. Навпаки, кількість дрібниць і деталей в портретах його покровительки, маркізи де Помпадур, була такою значною, що викликала роздратований відгук Дені Дідро, який обізвав її портрет «лавкою модних товарів».

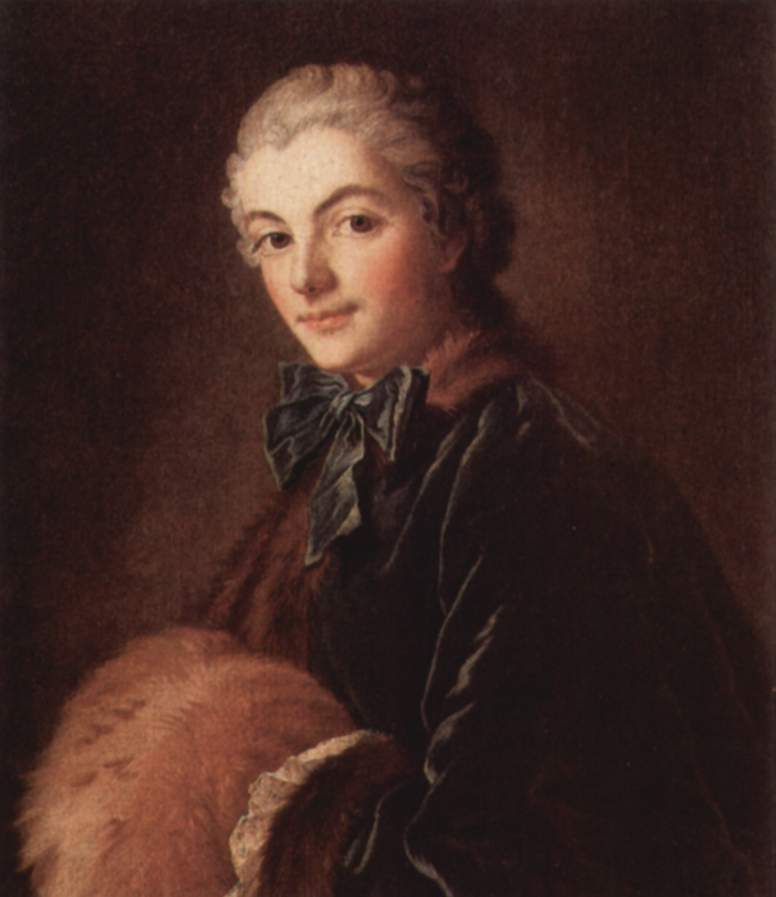
Жіночий портрет
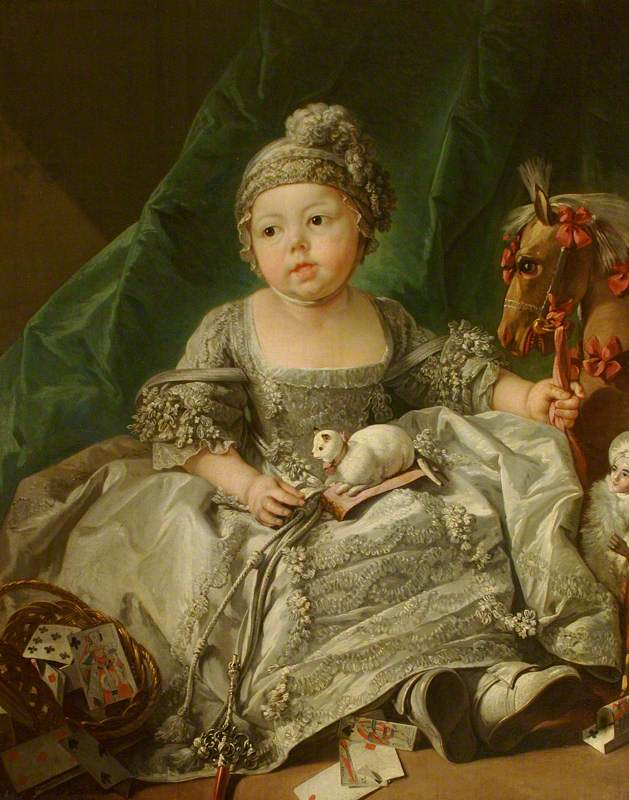
Луї Філіп Жозеф, герцог Монпансьє дитиною
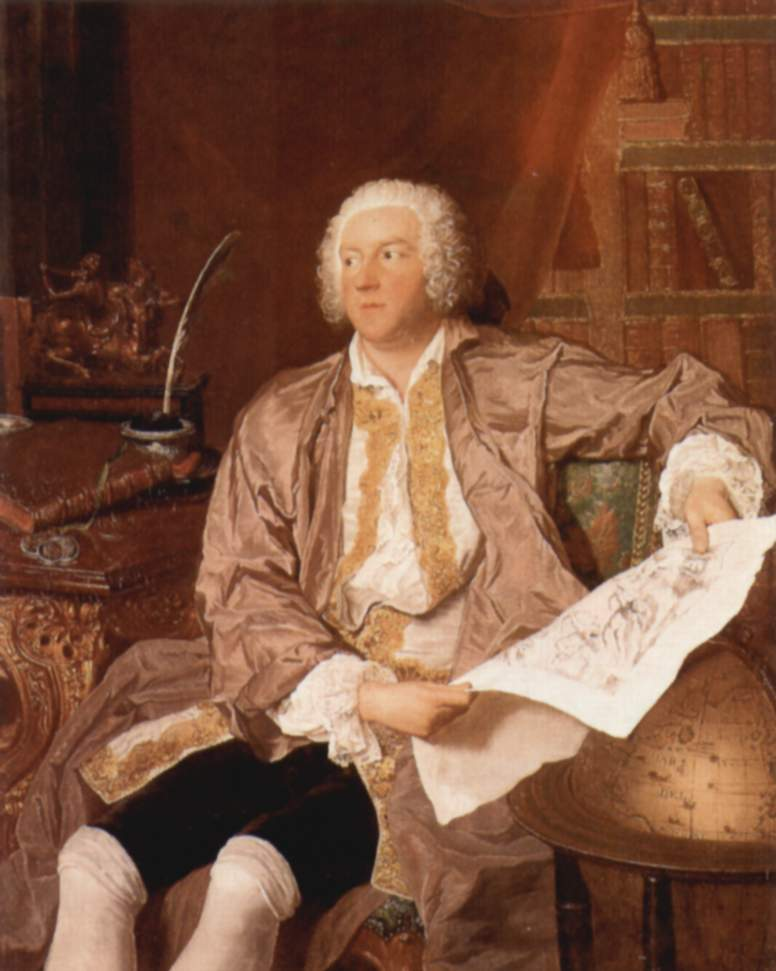
Портрет Карла Тессіна
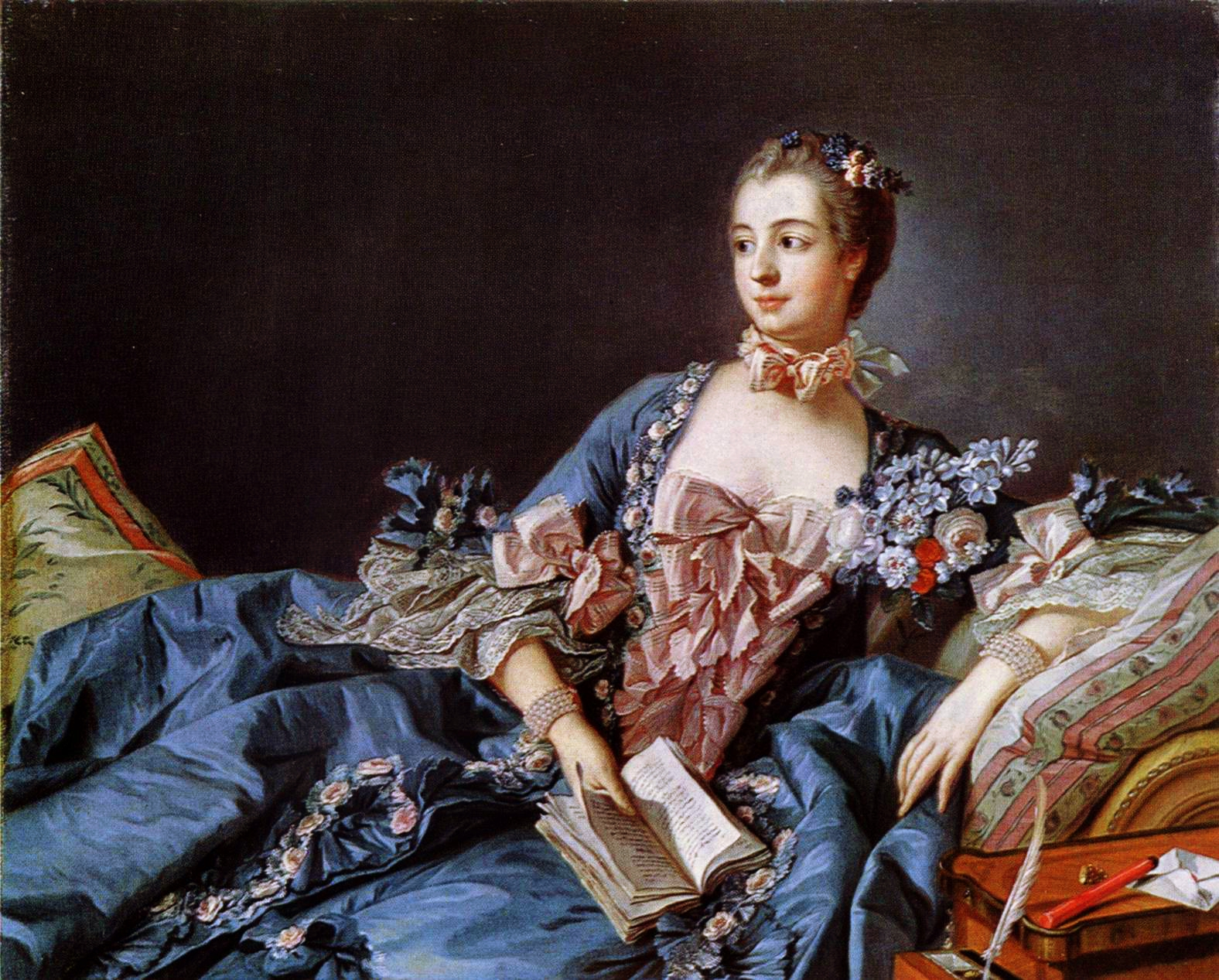
Маркіза де Помпадур

### Недоліки художньої манери
Перелік жанрів і галузей мистецтва, в яких працював Буше, викликає подив. Він малював портрети та пейзажі, робив офорти, творив ескізи до гобеленів, а також побутові сценки, релігійні образи і провокативно еротичні сценки, мініатюри та навіть розписи карет вельмож. Жахи перед бідністю і бажання найдовше утримати при собі успіх спонукали братися за різні сфери — від мініатюр до великих театральних декорацій. Швидко з'являються рецепти, шаблони, стереотипи композицій і типажу. Картини Буше насичені молодими, пухкенькими, часто роздягненими дівчатами та молодичками в оточенні амурчиків, біленьких хмарок, завжди блакитних небес, приємних тваринок (голубів, овець, песиків). 

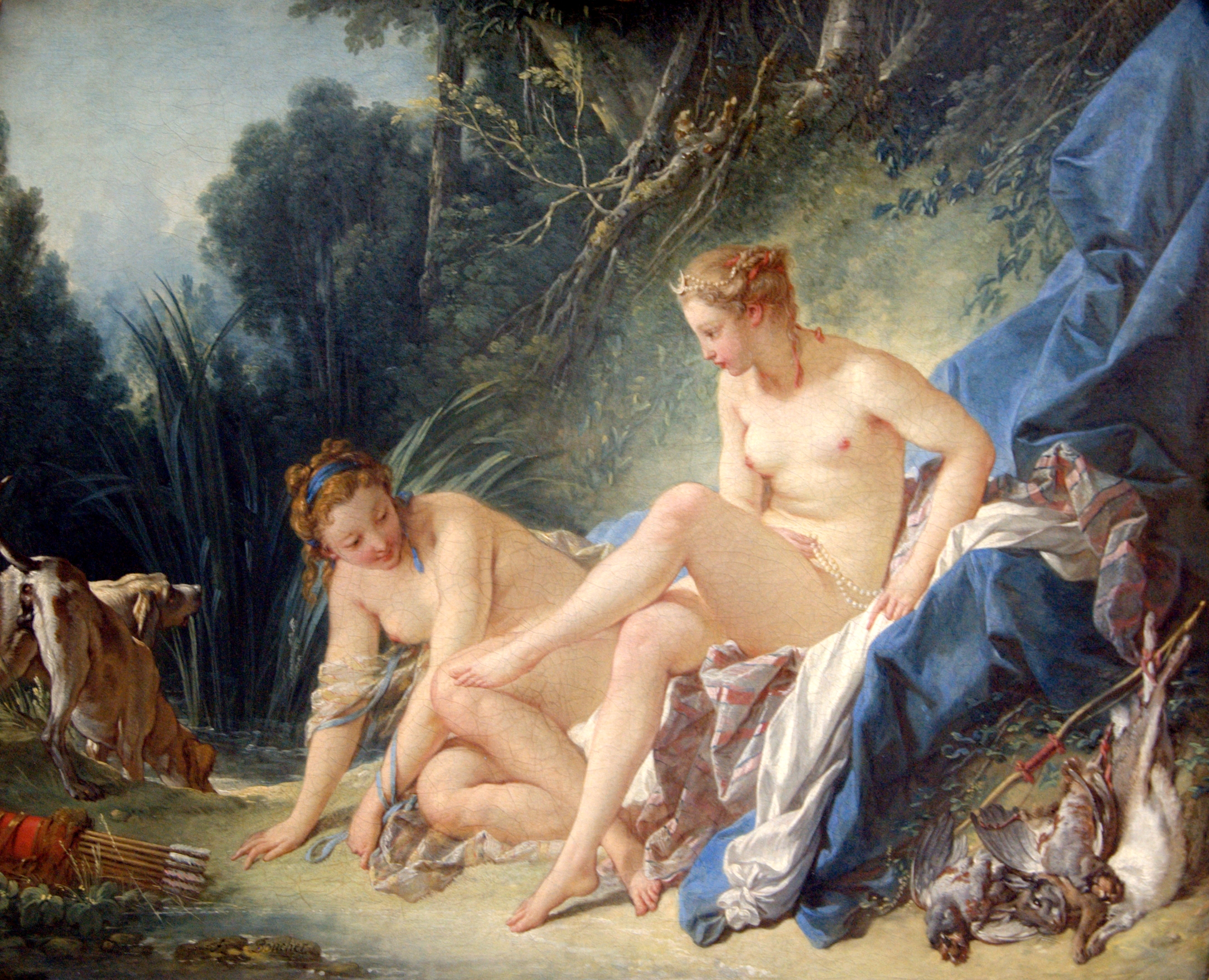
Купання богині Діани
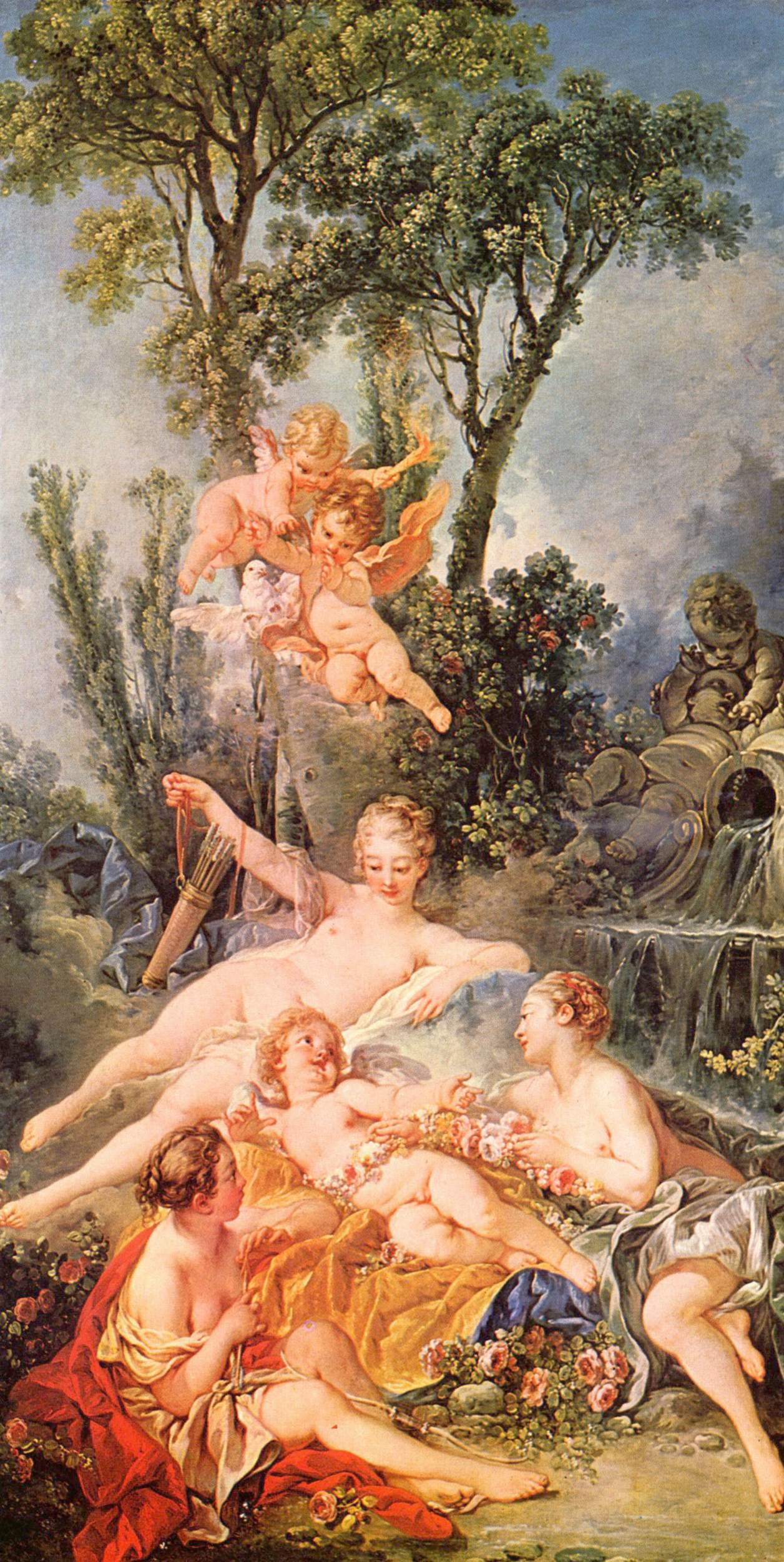
Амур у жіночому полоні
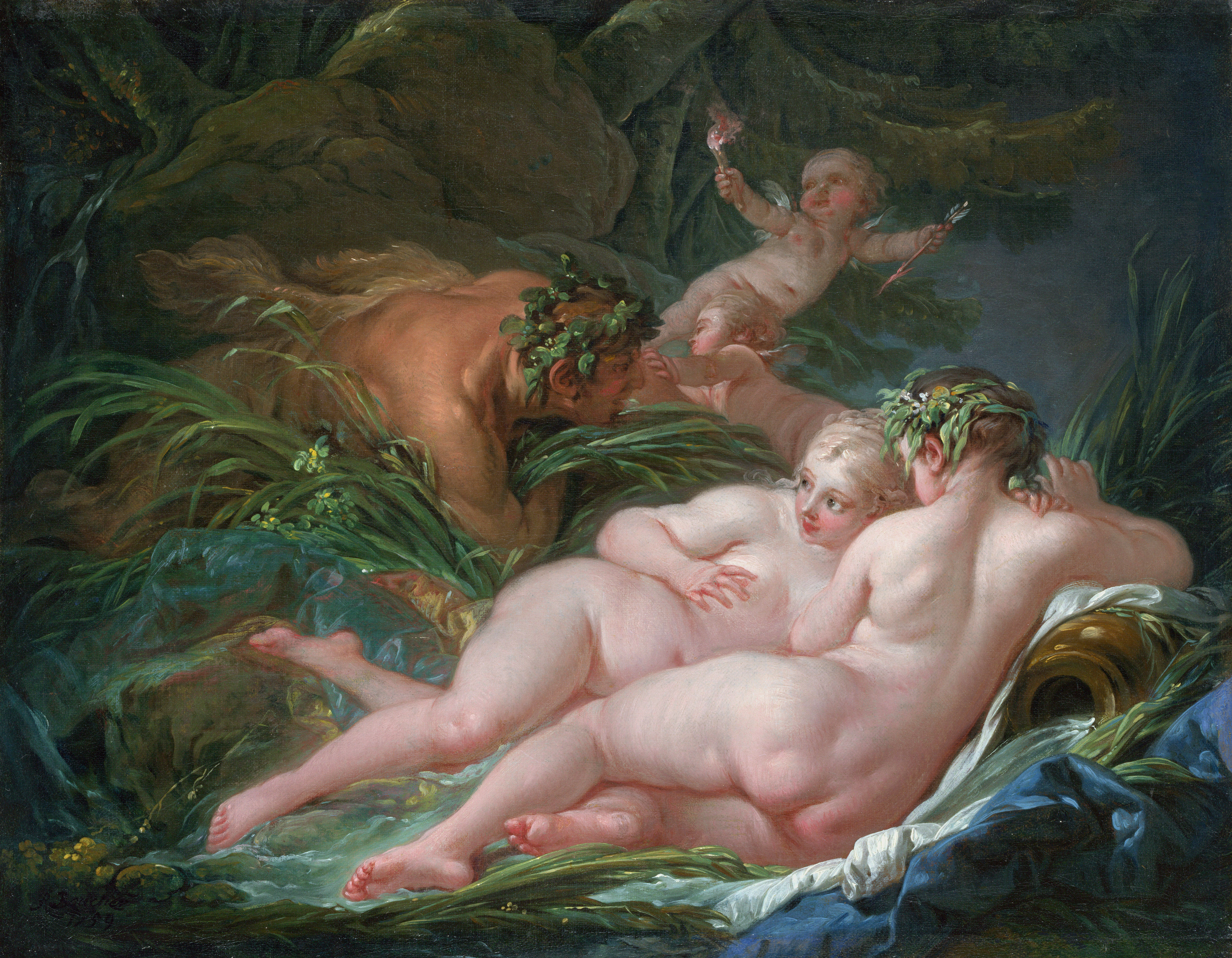
Бог природи Пан залицяється до німфи Сірінги.
Одаліска-брюнетка

І цілком реалістичні композиції на зразок ранішнього «Молодого художника» чи «Зима», де парубок катає на санях молодичку (збірка Фрік, Нью-Йорк) після нескінченних Венер і Грацій виглядають несподіванками та підтвердженням значних потенцій, які художник мав, але так і не реалізував. А це марнування життя і свого таланту, розмін його на приємні дрібниці.

### Сучасні оцінки творчості
Аналізувати та досліджувати твори Буше почали вже сучасники. Його твори аналізував сам Дені Дідро, що присвятив творчості модного художника багато сторінок в художньо-критичних збірках «Салони». Вже тоді Буше зазнав нищівної критики за поверховість своїх картин, постійне використання виробленого шаблону, перевагу у творах декоративної складової, що витісняла усі інші складові та робила його твори незначними за мистецькими вартостями. Якщо відповідність панівній моді та покровительство могутньої фаворитки маркізи Помпадур ще рятувала авторитет художника, то згодом усе змінилося. Маркіза померла, мода на рококо вщухала і Буше перестав бути провідним майстром вже за життя. Його обійшли яскраво обдаровані сучасники — віртуозний Жан-Оноре Фрагонар, могутній прихильник класицизму Жак-Луї Давід, не кажучи вже про реаліста з унікальною обдарованістю та іншим світоглядом Ж. Б. Шардена. Не дуже схвальна оцінка творчості Буше з часом виправдала себе і зберігає свої дійсні позиції досі.